# Sieben Fässer Wein
Sieben Fässer Wein ist ein Lied des deutschen Schlagersängers Roland Kaiser aus dem Jahr 1977 zu einem Text von Norman Ascot und René Marcard. Produziert wurde es von Thomas Meisel.

## Veröffentlichung und Inhalt
Der Schlager basiert musikalisch auf dem Volkslied Ba moin en tibo (dt. etwa: „Gib mir einen Kuss“) von den Französischen Antillen. Die Komponisten sind unbekannt. Es entstanden zu der Melodie unterschiedliche Versionen im Laufe der Zeit, darunter eine französische (1971) und eine deutsche (1972) von Sigi Hoppe (Singe mit, Hallo).
Die deutschsprachige Version mit Roland Kaiser, Sieben Fässer Wein, wurde im Juli 1977 als Single erstmals veröffentlicht. Auf der B-Seite der Single befand sich Hey John. Das Lied erschien zudem auf Kaisers zweitem Studioalbum Nicht eine Stunde tut mir leid. 
Ursprünglich wurde das Lied für Rex Gildo geschrieben. Nachdem dieser nicht zur Aufnahme im Studio erschienen war, bat man Kaiser, das Lied als Demo zu singen. Es wurde veröffentlicht, ohne ihn vorher davon in Kenntnis zu setzen. Die Single verkaufte sich letztendlich über 300.000 Mal.
Das Lied handelt von einem Junggesellenabschied, bei dem sehr viel Alkohol („Sieben Fässer Wein“) getrunken wird. Der Mann, dessen Hochzeit bevorsteht, bedauert, bald nicht mehr frei zu sein. Zu oft werde er beim Anblick schöner Frauen schwach, weshalb er die Ehe für sich als gefährlich empfindet. Zur Hochzeit erscheint er dann einen Tag zu spät und ist darüber erleichtert. Er will nun weiterfeiern und sein Leben als Junggeselle fortsetzen. 

## Titelliste der Single
7″-Single
1. Sieben Fässer Wein (3:12)
2. Hey John (4:51)

## Charts und Chartplatzierungen
Sieben Fässer Wein erreichte in Deutschland Rang 7 der Singlecharts und platzierte sich 22 Wochen in den Charts. Für Kaiser wurde es zum zweiten Charthit nach Frei – Das heißt allein.
| ChartsChartplatzierungen | Höchstplatzierung | Wochen |
| ------------------------ | ----------------- | ------ |
| Deutschland (GfK)        | 7 (22 Wo.)        | 22     |